# Таваи, Джалани
Джалани Карл Таваи (англ. Jahlani Karl Tavai, 28 сентября 1996, Инглвуд, Калифорния) — профессиональный американский футболист самоанского происхождения, выступающий на позиции лайнбекера в клубе НФЛ «Детройт Лайонс».

## Биография

### Любительская карьера
Джалани Таваи родился 28 сентября 1996 года в Инглвуде в Калифорнии. Один из шести сыновей в семье. Его старший брат Джей Ар профессиональный футболист, известен по выступлениям в НФЛ и КФЛ. Во время учёбы в школе Мира-Коста в Манхэттен-Бич Джалани занимался волейболом и лёгкой атлетикой, играл в регби. В составе футбольной команды выиграл чемпионат штата 2014 года. После окончания школы интерес к нему проявляли спортивные программы нескольких университетов. В феврале 2014 года Таваи подтвердил намерение продолжить обучение и карьеру в Гавайском университете.
Сезон 2014 года Таваи провёл в статусе освобождённого игрока, начав выступления в чемпионате NCAA на второй год обучения. В дебютном для себя сезоне принял участие в тринадцати матчах, одиннадцать из которых начал в стартовом составе на позиции внешнего лайнбекера. В одной из игр также выполнял функции пантера. В 2016 году его перевели на место центрального лайнбекера. Джалани сыграл во всех четырнадцати матчах сезона, по его итогам попал в символическую сборную звёзд конференции Маунтин Вест и вошёл в число номинантов на награду Лучшему полинезийскому игроку студенческого чемпионата.
В 2017 году Таваи сыграл в двенадцати матчах, войдя в десятку лучших игроков сезона по общему количеству захватов (124) и их числу в среднем за игру (10,3). В последнем году игры за университет он провёл всего восемь игр, досрочно завершив сезон из-за травмы. Два года подряд его признавали Самым ценным игроком защиты «Рейнбоу Уорриорз». Студенческую карьеру Джалани завершил с 391 захватом, вторым результатом в истории колледжа.

#### Статистика выступлений в NCAA
| Сезон | Команда                 | Игры | Захваты | Захваты | Захваты | Захваты | Захваты | Перехваты | Перехваты | Перехваты | Перехваты | Перехваты | Фамблы | Фамблы | Фамблы | Фамблы |
| Сезон | Команда                 | Игры | Solo    | Ast     | Tot     | Loss    | Sk      | Int       | Yds       | Y/R       | TD        | PD        | FR     | Yds    | TD     | FF     |
| ----- | ----------------------- | ---- | ------- | ------- | ------- | ------- | ------- | --------- | --------- | --------- | --------- | --------- | ------ | ------ | ------ | ------ |
| 2015  | Гавайи Рейнбоу Уорриорз | 13   | 27      | 29      | 56      | 5,0     | 3,0     | 0         | 0         | 0,0       | 0         | 0         | 0      | 0      | 0      | 0      |
| 2016  | Гавайи Рейнбоу Уорриорз | 14   | 85      | 43      | 128     | 19,5    | 6,0     | 1         | 0         | 0,0       | 0         | 2         | 2      | 0      | 0      | 2      |
| 2017  | Гавайи Рейнбоу Уорриорз | 12   | 66      | 58      | 124     | 11,0    | 5,5     | 1         | 8         | 8,0       | 0         | 1         | 1      | 0      | 0      | 0      |
| 2018  | Гавайи Рейнбоу Уорриорз | 8    | 42      | 40      | 82      | 5,5     | 2,0     | 0         | 0         | 0,0       | 0         | 2         | 0      | 0      | 0      | 1      |
| Всего | Всего                   | 47   | 220     | 170     | 390     | 41,0    | 16,5    | 2         | 8         | 4,0       | 0         | 5         | 3      | 0      | 0      | 3      |

### Профессиональная карьера
На драфте НФЛ 2019 года Таваи был выбран клубом «Детройт Лайонс» под общим 43 номером. К достоинствам игрока относили его игровой интеллект и инстинкты, привычку просматривать большое количество видеозаписей с играми соперников. Минусами называли проблемы при игре в персональном прикрытии, невысокую скорость и недостаток игровой дисциплины, выражающийся в потере концентрации. Контракт с командой Джалани подписал в начале мая 2019 года.
В регулярном чемпионате 2019 года Таваи принял участие в пятнадцати играх, в среднем проводя на поле от 35 до 40 розыгрышей в каждом. По оценкам сайта Pro Football Focus он стал самым универсальным лайнбекером «Детройта», успешно действуя в различных игровых ситуациях. Отдельно отмечался его перехват в игре против «Бакканирс», подчеркнувший улучшение его игры в прикрытии. На шестнадцатой игровой неделе Джалани получил травму плеча и досрочно завершил сезон.

#### Статистика выступлений в НФЛ

##### Регулярный чемпионат
| Сезон | Команда        | Игры | Захваты | Захваты | Захваты | Захваты | Захваты | Перехваты | Перехваты | Перехваты | Перехваты | Перехваты | Фамблы | Фамблы | Фамблы | Фамблы |
| Сезон | Команда        | Игры | Solo    | Ast     | Tot     | Loss    | Sk      | Int       | Yds       | Y/R       | TD        | PD        | FR     | Yds    | TD     | FF     |
| ----- | -------------- | ---- | ------- | ------- | ------- | ------- | ------- | --------- | --------- | --------- | --------- | --------- | ------ | ------ | ------ | ------ |
| 2019  | Детройт Лайонс | 15   | 37      | 21      | 58      | 5,0     | 2,0     | 1         | 2         | 2,0       | 0         | 2         | 0      | 0      | 0      | 1      |
| Всего | Всего          | 15   | 37      | 21      | 58      | 5,0     | 2,0     | 1         | 2         | 2,0       | 0         | 2         | 0      | 0      | 0      | 1      |